# Kultura u Hrvatskoj
Kultura u Hrvatskoj ima svoje korijene u dugoj hrvatskoj povijesti: Hrvati naseljavaju ova područja četrnaest stoljeća ali postoje i značajni ostaci drugih, starijih naroda koji su živjeli na ovim područjima, i koji su dobro očuvani. 
Zbog svog geografskog položaja, Hrvatska predstavlja mješavinu četiri različite kulturne sfere. Područje je bilo raskrižje između zapadnog i istočnog kulturnog i političkog utjecaja, još od podjele na Zapadno i Istočno Rimsko Carstvo, ali i dio Srednje i Mediteranske Europe. Ilirski pokret je bio najznačajniji period nacionalne kulturne povijesti, kao što se pokazalo da je 19. stoljeće bilo ključno u emancipaciji hrvatskog jezika, i razvoju umjetnosti i kulture na svim poljima, dajući mnogobrojne povijesne osobe. 
Vjerojatno je najpoznatiji hrvatski kulturni doprinos ostatku svjetske kulture, izum kravate.

## Drevna baština
Drevni spomenici iz paleolitika, napravljeni su od jednostavnog kamena i kosti. U neke od najstarijih ostataka, ubrajaju se 100.000 godina stare kosti neandertalca, nedaleko Krapine, u Hrvatskom zagorju.
Najinteresantniji ostaci iz bakrenog doba ili eneolitika pripadaju Vučedolskoj kulturi. U Brončano doba dolazi do razvoja Vinkovačke kulture (nazvane po gradu Vinkovcima) koja je prepoznatljiva po brončanim fibulama, koje su mijenjale predmete poput igala i dugmadi.
Kultura brončanog doba Ilira, naroda koji je obitavao na ovom prostoru, počinje dobivati konture u 7. st. pr. Kr. 
Mnogobrojni spomenici iz ovog doba su sačuvani, kao i zidovi citadele, Nezakcij nedaleko Pule, jednog od brojnih istarskih gradova iz Željeznog doba.
Grci iz Sirakuze na Siciliji su 390. pr. Kr. doplovili do otoka Visa (Issa), Hvara (Pharos), i Korčule (Corcyra Nigra), i tu osnovali gradove-države u kojima su živjeli poprilično izolirano.
Istodobno dok su se grčke kolonije razvijale na otocima, Iliri su se organizirali na kopnu. Na njihovu umjetnost je uveliko utjecala Grčka umjetnost i oni su je čak kopirali. Poznata je bila ilirska kraljica Teuta koja je uspješno vodila obrambene ratove protiv Rimljana. Ipak Rimljani osvajaju ove oblasti u 1. stoljeću, nazivajući ih Ilirskom pokrajinama.
Rimljani na cijelom priobalnom području reorganiziraju centre iz citadela u urbane gradove. Bilo je najmanje 30 gradova u Istri, Liburniji i Dalmaciji s rimskim državljanstvom (civitas). Najbolje očuvana mreža rimskih ulica (decumanus/cardo) nalazila se u Epetionu (Poreč) i Jaderu (Zadar). Najbolje sačuvani rimski spomenici su iz grada Pole (Pula) uključujući amfiteatar iz 2. stoljeća.
U 3. stoljeću, najveći i najznačajniji grad Dalmacije bila je Salona s 40.000 stanovnika.
Nedaleko grada, imperator Dioklecijan, rođen u Saloni, gradi oko 300. godine Dioklecijanovu palaču, koja je najveći i najznačajniji spomenik kasnog antičkog perioda u svijetu. U 4. stoljeću, Salona postaje centar kršćanstva cjelokupnog zapadnog Balkana. U njoj su bile mnogobrojne bazilike i nekropole a i dva sveca su živjela u gradu u tom periodu: Domnius (Sveti Dujam) i Anastasius (Sveti Anastazije).
Jedna od malobrojnih očuvanih bazilika u zapadnoj Europi (pored one u Ravenni) iz ranog bizantskog perioda je Eufrazijeva bazilika u Poreču iz 6. stoljeća.
U ranom Srednjem vijeku dolazi do velike Seobe naroda i ovaj period je vjerojatno bio mračno doba u kulturnom smislu sve do uspješne gradnje slavenskih država koje su surađivale s italičkim gradovima koji su preostali na obali.

## Umjetnost
U 7. stoljeću Hrvati, zajedno s drugim Slavenima i Avarima, dolaze sa Sjevera Europe na ova područja gdje i danas obitavaju. Hrvati su bili veoma otvoreni prema rimskoj umjetnosti i kulturi, ali prije svega prema kršćanstvu.
Prve crkve izgrađene su kao kraljevska svetišta, a najjači utjecaji rimske umjetnosti bili su u Dalmaciji gdje je urbanizacija bila najgušća, i gdje je bio veliki broj spomenika. Vremenom, taj utjecaj je zapostavljen s određenim pojednostavljenjima, izmijenjeni su naslijeđeni oblici a dolazi čak i do pojave originalnih građevina.
Najveća i najkompliciranija središnje-bazirana crkva je Crkva sv. Donata u Zadru. Iz ovih vremena, s njenom veličinom i ljepota se mogla jedino mjeriti Dvorska kapela Karla Velikog u Aachenu. Ograda oltara i prozori su bili ukrašeni s providnim ornamentima poznatim pod nazivom hrvatski pleter.
Neki put natpisi su bili napisani glagoljicom. Ubrzo je glagoljica zamijenjena latinicom na ogradama oltara i arhitravima starih hrvatskih crkava.
Ulazeći u zajedničku državu s Mađarskom u 12. stoljeću, Hrvatska gubi svoju neovisnost, ali ne gubi veze sa sjeverom i zapadom, i tako dolazi do jakog srednjoeuropskog utjecaja na hrvatsku kulturu. Rano romanička umjetnost pojavljuje se u Hrvatskoj početkom 11. stoljeća s jakim razvojem manastira i reformom crkve. U tom periodu, veliki broj vrijednih spomenika i artefakta napravljen je duž obale, kao npr. Zadarska katedrala (Crkva sv. Stošije) u Zadru (13. stoljeće). U hrvatskom romaničkom kiparstvu, imamo transformaciju iz ukrasnih pletera u figurativne reljefe. Najbolji primjer romaničkih skulptura su: drvena vrata Splitske katedrale (djelo Andrije Buvine (oko 1220.) i kameni portal Trogirska katedrala, djelo majstora Radovan (oko 1240). Brojne su rane freske koje su najbolje očuvane u Istri. Na njima je moguće vidjeti mješavinu utjecaja iz Istočne i Zapadne Europe. Najstarije minijature su iz 13. stoljeća, u knjigama Evanđelja iz Splita i Trogira.
Umjetnost gotike događa se u 14. stoljeću u zlatno doba slobodnih dalmatinskih gradova koji su trgovali s hrvatskom vlastelom na kopnu. Najveći gradski projekt iz ovog vremena bila je izgradnja Stonskih zidna, oko sedam kilometara zidina sa stražarskim kulama (14. stoljeće). Mongoli su razrušili romaničku katedralu u Zagrebu tijekom njihovog drugog pohoda na Europu 1240., ali ubrzo poslije njihovog napuštanja Zagreba, mađarski kralj Bela IV. dodjeljuje gradu Zagrebu naslov slobodnog grada Zlatnom bulom kralja Bele IV. 1242. godine. Ubrzo zatim biskup Timotej započinje ponovno izgradnju katedrale u gotičkom stilu.
Zadar je bio neovisan grad Mletačke Republike. Najljepši primjeri gotičkog humanizma u Zadru su reljefi na pozlaćenom srebrnom limu, npr. na Škrinji sv. Šimuna (1380. majstor iz Milana). Gotičko slikarstvo je slabije očuvano, a najljepši radovi se mogu vidjeti u Istri u obliku fresaka npr. Vincenta iz Kastva u Crkvi sv. Marije u Škriljinama nedaleko Berama, 1474. Iz tog doba su dva ilumirana rukopisa koje su napravili splitski svećenici, Hvalov zbornik (danas u Zagrebu) i Hrvojev misal (danas u Istanbulu).
U 15. stoljeću Hrvatska je bila podijeljena između tri države: sjeverni dio Hrvatske je bio dio Austrijskog Carstva, Dalmacijom je vladala Mletačka Republika (s izuzetkom Dubrovnika), dok je Slavonija bila pod Otomanskim Carstvom. Dalmacija je bila na periferiji nekoliko utjecaja tako da je na religijsku i javnu arhitekturu jasno utjecala talijanska renesansa. Tri djela iz ovog perioda su od europske važnosti, i koja su doprinijela daljem razvoju renesansne arhitekture: Katedrala sv. Jakova u Šibeniku, 1441. (djelo Jurja Dalmatinca; Kapela blaženog Ivana u trogirskoj katedrali 1468. (djelo Nikole Firentinca);  Sorkočevića vila na Lapadu nedaleko Dubrovnika 1521.
U sjeverozapadnoj Hrvatskoj, početak ratova s Otomanskim Carstvom prouzročio je mnogobrojne probleme ali na duže staze gledano dolazi do pojačanog sjevernog kulturnog utjecaja, imajući vladare iz Austrije. Otomanski Turci su bilo poznati po svom nasilju. Sa stalnom opasnošću koja je dolazila od Turaka s istoka, bilo je skromnih utjecaja renesanse, dok su se utvrde tresle, kao npr. utvrđeni grad Karlovac (1579.) i utvrda hrvatske plemićke obitelji Ratkaj u Velikom Taboru (16. stoljeće). Neki poznati hrvatski renesansni umjetnici živjeli su i radili u drugim zemljama, poput braće Franje i Lucijana Vranjanina, minijaturista Julija Klovića, i poznatog slikara manirizma Andrije Medulića (učitelj El Greca).
U 17. i 18. stoljeću, Hrvatska se ujedinila s dijelovima koje su okupirali Mletačka Republika i Otomansko Carstvo. 
Ujedinjenje je pridonijelo iznenadnom procvatu svih oblika umjetnosti. Velike utvrde za zaštitnim rovovima i brojnim kulama izgrađene su zbog stalnih opasnosti koje su dolazile od Osmanlija. Dvije najveće utvrde bile su Osijek i Slavonski Brod. Kasnije ove utvrde prerastaju u velike gradove. Urbano planiranje u baroknom stilu se može pronaći u brojnim gradovima npr. u Karlovcu, Bjelovaru, Koprivnici, i Virovitici. U dalmatinskim gradovima mogu se također naći barokne kule i bastioni ugrađeni u stare zidine, kao one u Puli, Šibeniku ili u Hvaru. Ipak, najveći barokni projekt ostvaren je u Dubrovniku u 17. stoljeću poslije razornog potresa u 1667. godini kada je skoro cijeli grad razrušen.
Zidno slikarstvo cvjeta u svim dijelovima Hrvatske, od iluzionističkih fresaka u crkvi Crkvi sv. Marije u Samoboru, Crkvi sv. Katarine u Zagrebu pa sve do isusovačke crkve u Dubrovniku. Razmjena umjetnika između Hrvatske i drugih europskih država bila je prisutna. Najpoznatiji hrvatski slikar bio je Federiko Benković koji je skoro cijeli svoj život radio u Italiji, dok je međutim jedan talijanski umjetnik, Francesco Robba, svoje najbolje barokne skulpture ostvario u Hrvatskoj.
U 19. stoljeću pokret romantizma bio je sentimentalan, nježan i suptilan. Krajem 19. stoljeća, arhitekt Hermann Bollé poduzeo je jedan od najvećih projekata europskog historicizma, pola kilometra dug neo-renesansne lukove s dvadeset kupola na groblju Mirogoj u Zagrebu. Istodobno, gradovi u Hrvatskoj dobivaju važan urbani izgled. Zgrada koja je naglašavala sve tri vizualne umjetnosti je bivša zgrada Ministarstva molitve i obrazovanja (tzv. "Zlatna dvorana") u Zagrebu (H. Bollé, 1895.). Vlaho Bukovac donosi iz Pariza duh impresionizma, i snažno utječe na mlađe umjetnike (uključujući i autora "Zlatne dvorane"). 
Burno 20. stoljeće u hrvatskoj povijesti utjecalo je na politička i kulturna zbivanja u Hrvatskoj u više navrata, ali i pored toga Hrvatska je zadržala svoj osebujan položaj na raskrižju različitih kultura.

## Glazba
Na glazbu u Hrvatskoj su utjecala dva glavna pravca: srednjoeuropski, koji je zastupljen u središnjim i sjevernim dijelovima zemlje, kao i u Slavoniji, i mediteranski, zastupljen uglavnom u obalnom području Dalmacije i Istre.
U Hrvatskoj su popularni pop i rock, često u kombinaciju s dalmatinskim ili slavonskim narodnim elementima. Od sredine 20. stoljeća pa na ovamo, šlageri i glazba inspirirana šansonama bili su okosnica hrvatske popularne glazbe.

## Obrazovanje
Državljani Hrvatske imaju zagarantirano pravo besplatnog osnovnog i srednjeg školstva, i djelomično i na sveučilištima.
U Hrvatskoj ima više od 800 osnovnih i više od 400 srednjih škola. 
Više obrazovanje također sponzorira vlada, uglavnom za studente s boljim rezultatima. U Hrvatskoj postoje 32 veleučilišta i 7 sveučilišta u većim gradovima: Zagrebu, Splitu, Rijeci, Osijeku, Zadru, Dubrovniku, i Puli. Svako hrvatsko sveučilište se sastoji od većeg broja nezavisnih fakulteta: koji su usmjereni na neku specifičnu oblast izučavanja: prirodne znanosti, filozofija, inženjerstvo, pravo, ekonomija, arhitektura, medicina itd.
Postoje i druge obrazovne i znanstvene ustanove, kao npr. Institut Ruđer Bošković) ili Hrvatska akademija znanosti i umjetnosti, institucija koja proklamira jezik, kulturu i znanost od 1866. godine.
Katolička Crkva je potpomogla osnivanju velikog broja obrazovnih ustanova u Hrvatskoj. Čak i danas Crkva nastavlja s obrazovnim radom kroz brojne seminare na teološkim fakultetima u zemlji, kao i na Papinskom hrvatskom zavodu svetog Jeronima za hrvatske studente u Rimu.

## Arhitektura
Hrvatska arhitektura je arhitektura na području današnje Republike Hrvatske; arhitektura Hrvata od pretpovijesti pa do danas. Na hrvatsku arhitekturu djelovali su utjecaji susjednih zemalja. Austrijski i mađarski utjecaji su vidljivi na javnim mjestima kao i na zgradama u sjevernom i srednjem dijelu zemlje. Veliki trgovi nazvani po kulturnim junacima, dobro održavani parkovi i pješačke zone, su slike ovih gradova, posebice gdje su velika barokna zdanja sagrađena, npr. u Varaždinu i Karlovcu.
Vremenom utjecaj Art Nouveau se odražavao i na običnu arhitekturu. Duž obale imamo mediteransku arhitekturu s jakim utjecajem arhitektura renesanse a u glavnim gradovima pojačanu djelima arhitekata Jurja Dalmatinca i Nikole Firentinca. Najstariji očuvani primjer hrvatske arhitekture su crkve iz 9. stoljeća a najveća i najpoznatija od njih je Crkva sv. Donata u Zadru.

## Hrvatska kuhinja
Hrvatska kuhinja je heterogena i iz tog razloga poznata kao regionalna kuhinja jer svaki dio Hrvatske ima svoju kulinarsku tradiciju. 
Kuhinja u unutrašnjosti ima više sličnosti s austrougarskom kuhinjom i ponegdje turskom kuhinjom. Na hrvatskom Jadranu su vidljivi utjecaji antičke i ilirske kuhinje, a kasnije i mediteranske kuhinje, poglavito talijanske i francuske kuhinje.
Kuhinje kontinentalne Hrvatske karakteriziraju složeniji način pripreme te veći broj hranjivih jela i namirnica poput svih vrsta mesa, raznih vrsta povrća, voća žitarica te mliječnih proizvoda i jaja. U kuhinjama regija hrvatskog Jadrana jasno su izražene dodirne točke s antičkom i ilirskom kuhinjom te su po svom izričaju tipične mediteranske kuhinje kao i talijanska i francuska kuhinja. Primorska kuhinja i kuhinja hrvatskih otoka prvenstveno se temelji na ribi, morskim plodovima, voću i povrću te neizostavnom maslinovom ulju.

## Šport
Hrvatska je specifična po tome što s obzirom na broj stanovnika postiže značajne športske rezultate. Najpopularniji šport u Hrvatskoj je nogomet, pod okriljem Hrvatskog nogometnog saveza koji ima više od 118.000 registriranih igrača. 
Najbolji uspjeh hrvatske nogometne reprezentacije je osvojeno drugo mjesto na SP 2018. godine.
Zapažen je uspjeh hrvatskih športaša i u ekipnim športovima (rukometu, vaterpolu, veslanju) ali i u pojedinačnim športovima (tenisu, skijanju).
U skupnim su športovima svjetska zlata hrvatski športaši kao dio Jugoslavije ili kao samostalna Hrvatska osvajali u košarci, rukometu, vaterpolu i rukometu na pijesku. Olimpijskim su se zlatom okitili u nogometu, košarci, rukometu i vaterpolu. Europska su zlata osvajali u košarci, vaterpolu i australskom nogometu.
U skupnim su športovima svjetska zlata hrvatske športašice kao dio Jugoslavije ili kao samostalna Hrvatska osvajale u rukometu i rukometu na pijesku. Olimpijskim su se zlatom okitile u rukometu. Ostala odličja su osvajale u odbojci i košarci.

## Zabava
- Hrvatska znanstvena fantastika

## Mediji
- Hrvatske radijske postaje
- Televizija u Hrvatskoj

## Poveznice

### Unutarnje
- Hrvatska kulturna baština
- Popis muzeja u Hrvatskoj
- Kultura Hrvata Bosne i Hercegovine

### Vanjske
- Hrvati Hrvatska enciklopedija (LZMK)
- Hrvatska: zemlja i ljudi - Kultura  Arhivirana inačica izvorne stranice od 7. ožujka 2015. (Wayback Machine)
- Hrvatska: zemlja i ljudi - Povijesno-kulturni odnosi Hrvatske s ostatkom Europe  Arhivirana inačica izvorne stranice od 7. ožujka 2015. (Wayback Machine)
- Kulturna i prirordna baština na području Republike Hrvatske  Arhivirana inačica izvorne stranice od 19. travnja 2012. (Wayback Machine)